# Saverio Canali
Saverio Canali (ur. 15 lutego 1695 w Terni, zm. 20 marca 1773 w Rzymie) – włoski kardynał.

## Życiorys
Urodził się 15 lutego 1695 roku w Terni, jako syn Giovanniego Marii Canaliego i Cateriny Gregori. W młodości został protonotariuszem apostolskim, relatorem Świętej Konsulty i klerykiem Kamery Apostolskiej. 26 września 1766 roku został kreowany kardynałem diakonem i otrzymał diakonię Santa Maria della Scala. Zmarł 20 marca 1773 roku w Rzymie.